# スペースJ
『スペースJ』（すぺーす・じぇい）は、1993年10月13日から1996年9月11日まで、東京放送（現在：TBS）を製作局としてJNN系列各局で毎週水曜夜に生放送で放送されていた報道・情報番組である。1994年9月までは、番組タイトルを「情報スペースJ」（じょうほうすぺーすじぇい）としていた。

## 概要・放送時間
放送開始前の仮タイトルは「これは事件です！」であった。
当初は21:00 - 22:54の114分だったが、1994年4月から放送終了までは21:00 - 22:25の85分に縮小された。
10月から「越前屋経済研究所」やスポーツ、天気予報など一部コーナーを整理して、タイトルを「スペースJ」に変更。リニューアル当初は、その週に起きた最大のニュースを深く掘り下げる「トップリポート」と本格的ドキュメンタリーの「J特集」の2本立てとコーナー企画とし、「ジャーナリスティック」な側面と「魅せるドキュメンタリー」の要素を併せ持つ番組として高い評価を得た。
1994年6月には自由民主党・日本社会党・新党さきがけによる「自社さ連立政権」誕生の模様を生中継した。
1995年1月17日に発生した阪神・淡路大震災でも優れたルポ（「がんばれ神戸」シリーズなど）を放送し、3度におよぶギャラクシー賞など国内のテレビの賞を受賞する。
また定時レギュラーの報道番組でありながら、一時は視聴率30%超えを記録するなど、報道番組の新しい可能性を示唆した。 
1994年の松本サリン事件以前からオウム真理教のロシア進出を取材していた。松本サリン事件発生後、松本サリン事件・オウム真理教との関係や河野義行が無実である可能性をいち早く指摘していた。
1995年3月に起きた地下鉄サリン事件以降はオウム真理教に対する追及ルポを徹底的に展開。スペースJ担当の記者やディレクターを大量に投入し、捜査機関をも凌駕する圧倒的な調査能力と取材力でスクープを連発する。一時は視聴率が30%を超えるという定時報道番組としては異例の活況となったものの、反面その頃から番組全体がオウム報道一辺倒になる。しかし、1996年3月にTBSビデオ問題が発覚。その影響でTBSの整理番組の対象となったため、次の改編期の1996年9月11日を以って番組が終了した。

### 変遷
| 期間       | 期間      | タイトル      | 放送時間（JST）             |
| ---------- | --------- | ------------- | --------------------------- |
| 1993.10.13 | 1994.3    | 情報スペースJ | 水曜 21:00 - 22:54（114分） |
| 1994.4     | 1994.9    | 情報スペースJ | 水曜 21:00 - 22:25（85分）  |
| 1994.10    | 1996.9.11 | スペースJ     | 水曜 21:00 - 22:25（85分）  |

## 出演者
情報スペースJ（1993年10月 - 1994年9月）
- 福島敦子[2]
- 下村健一[2]
- 小谷実可子[2][注 2]（スポーツコーナー）
- ダグラス・ウィリアムス[2]
- 越前屋俵太 （越前屋経済研究所[注 3]主任研究員）
- 生井俊重 （越前屋経済研究所 所長、当時TBS報道局経済部長）

その他、泉谷しげる、秋野暢子らがゲストコメンテーターとして出演した。
スペースJ（1994年10月 - 1996年9月）
- 山本文郎（「モーニングEye」も担当）
- 福島敦子（ - 1995年9月）
- 高木希世子（1995年10月 - 1996年9月）
- 下村健一（ - 1996年1月）
- 佐古忠彦（1995年10月 - 1996年9月）
- 小笠原保子（1995年4月 - 1996年9月）
- 森田正光（1994年10月 - 1995年3月、「森田正光の人間アメダス」[注 5]担当、「ニュースの森」も担当）

## エンディングテーマ
- 前田亘輝「そばにいるよ」（1993年10月 - 1994年6月）
- 泉谷しげる「なぜこんな時代に…」（1994年7月 - 9月）

## スタッフ
- ナレーター：石橋蓮司、織本順吉、田中秀幸、谷育子、武藤礼子、森本レオほか
- 構成：内海邦一
- 音楽：羽仁知治
- デザイン：菅沼光児
- プロデューサー：吉崎隆
- ディレクター：藤原哲、疋田智、小田大河、武澤忠
- 協力：JNN系列各局